# 23924 Премт
23924 Премт (23924 Premt) — астероїд головного поясу, відкритий 26 вересня 1998 року.
Тіссеранів параметр щодо Юпітера — 3,503.
Названий на честь Прем Путхата Тоттумкари (народилася 1992 року), який є фіналістком 2007 року шкільного змагання молодих науковців на каналі Дискавері за її проект з біохімії, медицини та мікробіології.